# Premi e riconoscimenti dei Big Bang
Questa è una lista dei premi e dei riconoscimenti ricevuti dai Big Bang, gruppo musicale sudcoreano che debuttò nel dicembre 2006 sotto la YG Entertainment.

## Premi coreani
Cyworld Digital Music Awards
| Anno | Ricevente                | Premio                        | Risultato       | Fonti |
| ---- | ------------------------ | ----------------------------- | --------------- | ----- |
| 2006 | "La La La"               | Rookie of the Month (ottobre) | Vincitore/trice | [ 1 ] |
| 2007 | "Lies"                   | Song of the Month (agosto)    | Vincitore/trice | [ 2 ] |
| 2007 | "Lies"                   | Song of the Month (settembre) | Vincitore/trice | [ 3 ] |
| 2007 | "Last Farewell"          | Song of the Month (dicembre)  | Vincitore/trice | [ 4 ] |
| 2008 | "Day by Day"             | Song of the Month (agosto)    | Vincitore/trice | [ 5 ] |
| 2008 | "Sunset Glow"            | Song of the Month (novembre)  | Vincitore/trice | [ 6 ] |
| 2009 | "Lollipop" (con le 2NE1) | Song of the Month (aprile)    | Vincitore/trice | [ 7 ] |
| 2009 | "Hallelujah"             | Bonsang                       | Vincitore/trice | [ 8 ] |
| 2012 | "Blue"                   | Song of the Month (febbraio)  | Vincitore/trice | [ 9 ] |
| 2012 | "Fantastic Baby"         | Song of the Month (marzo)     | Vincitore/trice | [ 9 ] |

Korean Music Awards
| Anno | Ricevente | Premio                                               | Risultato       | Fonti  |
| ---- | --------- | ---------------------------------------------------- | --------------- | ------ |
| 2008 | Big Bang  | Dance & Electronic Musician of the Year Netizen Vote | Vincitore/trice | [ 10 ] |
| 2015 | Big Bang  | Artist of the Year                                   | Candidato/a     | [ 11 ] |
| 2015 | Big Bang  | Group Musician of the Year Netizen Vote              | Vincitore/trice | [ 11 ] |
| 2015 | "Bae Bae" | Song of the Year                                     | Vincitore/trice | [ 11 ] |
| 2015 | "Bae Bae" | Best Rap & Hip-Hop Song                              | Candidato/a     | [ 11 ] |
| 2015 | "Loser"   | Best Pop Song                                        | Vincitore/trice | [ 11 ] |

Gaon Chart Music Awards
| Anno | Ricevente                | Premio                               | Risultato       | Fonti         |
| ---- | ------------------------ | ------------------------------------ | --------------- | ------------- |
| 2011 | "Love Song"              | Song of the Year (aprile)            | Vincitore/trice | [ 12 ]        |
| 2012 | "Blue"                   | Song of the Year (febbraio)          | Vincitore/trice | [ 13 ]        |
| 2012 | "Fantastic Baby"         | Song of the Year (marzo)             | Vincitore/trice | [ 14 ]        |
| 2012 | Alive                    | Album of the Year (primo trimestre)  | Vincitore/trice |               |
| 2015 | "Loser"                  | Song of the Year (maggio)            | Vincitore/trice | [ 15 ]        |
| 2015 | "Bang Bang Bang"         | Song of the Year (giugno)            | Vincitore/trice | [ 15 ]        |
| 2015 | "If You"                 | Song of the Year (luglio)            | Vincitore/trice | [ 15 ]        |
| 2015 | "Let's Not Fall In Love" | Song of the Year (agosto)            | Vincitore/trice | [ 15 ]        |
| 2015 | Big Bang                 | Most Influential Group in Asia       | Vincitore/trice | [ 15 ]        |
| 2016 | "Fxxk It"                | Song of the Year (dicembre)          | Vincitore/trice | [ 16 ] [ 17 ] |
| 2016 | "Last Dance"             | Song of the Year (dicembre)          | Candidato/a     | [ 16 ] [ 17 ] |
| 2016 | "Girlfriend"             | Song of the Year (dicembre)          | Candidato/a     | [ 16 ] [ 17 ] |
| 2016 | Made                     | Album of the Year (quarto trimestre) | Candidato/a     | [ 16 ] [ 17 ] |
| 2019 | "Flower Road"            | Song of the Year (marzo)             | Vincitore/trice |               |

Golden Disc Award
| Anno | Ricevente     | Premio                                  | Risultato       | Fonti         |
| ---- | ------------- | --------------------------------------- | --------------- | ------------- |
| 2007 | Big Bang      | Digital Daesang (Records of the Year)   | Candidato/a     | [ 18 ]        |
| 2007 | Big Bang      | Digital Bonsang (Top 10 Digital Artist) | Vincitore/trice | [ 18 ]        |
| 2008 | Big Bang      | Digital Daesang (Records of the Year)   | Candidato/a     | [ 19 ]        |
| 2008 | Big Bang      | Digital Bonsang (Top 10 Digital Artist) | Vincitore/trice | [ 19 ]        |
| 2012 | Big Bang      | Digital Daesang (Records of the Year)   | Candidato/a     | [ 20 ]        |
| 2012 | Big Bang      | Digital Bonsang (Top 10 Digital Artist) | Candidato/a     | [ 20 ]        |
| 2013 | Big Bang      | Digital Bonsang (Top 10 Digital Artist) | Vincitore/trice |               |
| 2013 | Big Bang      | MSN International Award                 | Vincitore/trice |               |
| 2016 | "Loser"       | Digital Daesang (Song of the Year)      | Vincitore/trice | [ 21 ] [ 22 ] |
| 2016 | "Loser"       | Global Fan's Choice                     | Candidato/a     | [ 21 ] [ 22 ] |
| 2016 | Big Bang      | Digital Bonsang (Top 10 Digital Artist) | Vincitore/trice | [ 21 ] [ 22 ] |
| 2016 | Big Bang      | iQiyi Best Male Artist                  | Vincitore/trice | [ 21 ] [ 22 ] |
| 2018 | "Fxxk It"     | Digital Bonsang (Top 10 Digital Artist) | Vincitore/trice | [ 23 ]        |
| 2018 | Big Bang      | Global Popular Artist Award             | Candidato/a     | [ 24 ]        |
| 2019 | Big Bang      | NetEase Most Popular K-pop Star         | Candidato/a     |               |
| 2019 | Big Bang      | Special Digital Bonsang Fans Choice     | Vincitore/trice | [ 25 ]        |
| 2019 | "Flower Road" | Digital Daesang (Song of the Year)      | Candidato/a     | [ 26 ]        |
| 2019 | "Flower Road" | Digital Bonsang (Top 10 Digital Artist) | Vincitore/trice | [ 27 ]        |

Melon Music Award
| Anno | Ricevente        | Premio                          | Risultato       | Fonti  |
| ---- | ---------------- | ------------------------------- | --------------- | ------ |
| 2011 | Tonight          | Daesang                         | Candidato/a     |        |
| 2011 | Big Bang         | Top 10 Artists                  | Vincitore/trice |        |
| 2012 | Big Bang         | Top 10 Artists                  | Vincitore/trice |        |
| 2012 | Alive            | Album of the Year               | Candidato/a     |        |
| 2012 | Big Bang         | Artist of the Year              | Candidato/a     |        |
| 2012 | "Fantastic Baby" | Song of the Year                | Candidato/a     |        |
| 2012 | "Fantastic Baby" | Global Star Award               | Candidato/a     |        |
| 2012 | "Fantastic Baby" | Netizen Popularity Battle Award | Candidato/a     |        |
| 2015 | M                | Album of the Year               | Candidato/a     | [ 28 ] |
| 2015 | Big Bang         | Artist of the Year              | Vincitore/trice | [ 28 ] |
| 2015 | Big Bang         | Top 10 Artists                  | Vincitore/trice | [ 28 ] |
| 2015 | "Bang Bang Bang" | Song of the Year                | Vincitore/trice | [ 28 ] |
| 2015 | "Bang Bang Bang" | Netizen Popularity Award        | Vincitore/trice | [ 28 ] |
| 2017 | Big Bang         | Top 10 Artists                  | Vincitore/trice | [ 29 ] |
| 2017 | Big Bang         | Best Artist Award               | Candidato/a     | [ 29 ] |
| 2017 | Big Bang         | Netizen Popularity Award        | Candidato/a     | [ 29 ] |
| 2017 | Made             | Best Album Award                | Candidato/a     | [ 29 ] |
| 2017 | "Fxxk It"        | Best Song Award                 | Candidato/a     | [ 29 ] |
| 2018 | Big Bang         | Netizen Popularity Award        | Candidato/a     | [ 30 ] |
| 2018 | "Flower Road"    | Song Song of the Year           | Candidato/a     | [ 30 ] |
| 2018 | "Flower Road"    | Best R&B/Soul                   | Candidato/a     | [ 30 ] |

=Melon Popularity Award=
| Ricevente              | Data        | Fonti         |
| ---------------------- | ----------- | ------------- |
| Loser                  | 11 maggio   | [ 31 ] [ 32 ] |
| Loser                  | 18 maggio   | [ 31 ] [ 32 ] |
| Loser                  | 25 maggio   | [ 31 ] [ 32 ] |
| Loser                  | 1 giugno    | [ 31 ] [ 32 ] |
| Loser                  | 8 giugno    | [ 31 ] [ 32 ] |
| Bang Bang Bang         | 15 giugno   |               |
| Bang Bang Bang         | 22 giugno   |               |
| Bang Bang Bang         | 29 giugno   |               |
| Bang Bang Bang         | 6 luglio    |               |
| If You                 | 13 luglio   |               |
| If You                 | 20 luglio   |               |
| If You                 | 27 luglio   |               |
| Bang Bang Bang         | 3 agosto    |               |
| If You                 | 10 agosto   |               |
| Let's Not Fall in Love | 17 agosto   |               |
| Let's Not Fall in Love | 24 agosto   |               |
| Fxxk It                | 26 dicembre | [ 33 ]        |
| Fxxk It                | 2 gennaio   | [ 33 ]        |
| Fxxk It                | 9 gennaio   | [ 33 ]        |
| Fxxk It                | 16 gennaio  | [ 33 ]        |
| Flower Road            | 26 marzo    |               |
| Flower Road            | 2 aprile    |               |

Mnet Asian Music Award
| Anno              | Ricevente                           | Premio                           | Risultato       | Fonti         |
| ----------------- | ----------------------------------- | -------------------------------- | --------------- | ------------- |
| 2006              | "La La La"                          | New Group of the Year            | Candidato/a     | [ 34 ]        |
| 2007              | "Lies"                              | Best Hip-Hop Song                | Candidato/a     | [ 35 ] [ 36 ] |
| 2007              | "Lies"                              | Best Male Group                  | Vincitore/trice | [ 35 ] [ 36 ] |
| 2007              | "Lies"                              | Song of the Year                 | Vincitore/trice | [ 35 ] [ 36 ] |
| 2007              | "Lies"                              | Artist of the Year               | Candidato/a     | [ 35 ] [ 36 ] |
| 2007              | "Lies"                              | Album of the Year                | Candidato/a     | [ 35 ] [ 36 ] |
| 2008              | "Day by Day"                        | Best House and Electronic Song   | Candidato/a     | [ 37 ] [ 38 ] |
| 2008              | "Day by Day"                        | Best Male Group                  | Vincitore/trice | [ 37 ] [ 38 ] |
| 2008              | "Day by Day"                        | Song of the Year                 | Candidato/a     | [ 37 ] [ 38 ] |
| 2008              | "Day by Day"                        | Artist of the Year               | Vincitore/trice | [ 37 ] [ 38 ] |
| 2009              | "Sunset Glow"                       | Best Male Group                  | Candidato/a     | [ 39 ]        |
| 2011              |                                     |                                  |                 |               |
|                   | Best Male Group                     | Candidato/a                      |                 |               |
| "Love Song"       | Best Music Video                    | Vincitore/trice                  |                 |               |
| "Tonight"         | Best Dance Performance - Male Group | Candidato/a                      |                 |               |
| "Tonight"         | Song of the Year                    | Candidato/a                      |                 |               |
| Tonight           | Album of the Year                   | Candidato/a                      |                 |               |
| Tonight           | Artist of the Year                  | Candidato/a                      |                 |               |
| 2012              |                                     |                                  |                 |               |
| Fantastic Baby    | Best Male Group                     | Vincitore/trice                  | [ 40 ]          |               |
| Fantastic Baby    | Best Global Group-Male              | Candidato/a                      | [ 40 ]          |               |
| Alive Galaxy Tour | Guardian Angel                      | Vincitore/trice                  | [ 40 ]          |               |
| "Monster"         | Best Music Video                    | Candidato/a                      | [ 40 ]          |               |
| "Fantastic Baby"  | Artist of the Year                  | Vincitore/trice                  | [ 40 ]          |               |
| Alive             | Album of the Year                   | Candidato/a                      | [ 40 ]          |               |
| 2015              | "Bang Bang Bang"                    | Best Dance Performance           | Candidato/a     | [ 41 ]        |
| 2015              | "Bang Bang Bang"                    | UnionPay Song of the Year        | Vincitore/trice | [ 41 ]        |
| 2015              | "Bae Bae"                           | Best Music Video                 | Vincitore/trice | [ 41 ]        |
| 2015              | Made                                | Album of the Year                | Candidato/a     | [ 41 ]        |
| 2015              | Big Bang                            | Artist of the Year               | Vincitore/trice | [ 41 ]        |
| 2015              | Big Bang                            | Best Male Group                  | Candidato/a     | [ 41 ]        |
| 2015              | Big Bang                            | Weibo Global Fan's Choice        | Candidato/a     | [ 41 ]        |
| 2015              | Big Bang                            | IQiyi Worldwide Favourite Artist | Vincitore/trice | [ 41 ]        |

Mnet 20's Choice Award
| Anno | Ricevente                | Premio                   | Risultato       | Fonti  |
| ---- | ------------------------ | ------------------------ | --------------- | ------ |
| 2008 | Big Bang                 | Hot Trend Musician       | Vincitore/trice | [ 42 ] |
| 2009 | "Lollipop" (con le 2NE1) | Hot Commercial Film Star | Vincitore/trice |        |
| 2011 | Big Bang                 | Hot Trend Musician       | Candidato/a     |        |
| 2012 | Big Bang                 | Hot Trend Musician       | Candidato/a     |        |

Seoul Music Award
| Anno | Ricevente        | Premio                                | Risultato       | Fonti  |
| ---- | ---------------- | ------------------------------------- | --------------- | ------ |
| 2008 | Big Bang         | Artist of the Year                    | Vincitore/trice | [ 43 ] |
| 2008 | Big Bang         | Bonsang                               | Vincitore/trice | [ 43 ] |
| 2008 | "Lies"           | Record of the Year in Digital Release | Vincitore/trice | [ 43 ] |
| 2009 | Remember         | Record of the Year                    | Vincitore/trice | [ 44 ] |
| 2009 | Big Bang         | Bonsang                               | Vincitore/trice | [ 44 ] |
| 2009 | Big Bang         | Mobile Popularity Award               | Vincitore/trice | [ 44 ] |
| 2009 | Big Bang         | High One Music Award                  | Vincitore/trice | [ 44 ] |
| 2012 | Tonight          | Bonsang                               | Candidato/a     | [ 45 ] |
| 2012 | Big Bang         | Popularity Award                      | Candidato/a     | [ 45 ] |
| 2013 | Big Bang         | Bonsang                               | Vincitore/trice |        |
| 2016 | "Bang Bang Bang" | Record of the Year in Digital Release | Vincitore/trice | [ 46 ] |
| 2016 | Big Bang         | Popularity Awards                     | Candidato/a     | [ 46 ] |
| 2016 | Big Bang         | Bonsang                               | Vincitore/trice | [ 46 ] |

SBS MTV Best of the Best Awards
| Anno | Ricevente | Premio                                             | Risultato       | Fonti  |
| ---- | --------- | -------------------------------------------------- | --------------- | ------ |
| 2011 | Big Bang  | Top Rival Award                                    | Vincitore/trice | [ 47 ] |
| 2011 | Big Bang  | Global Star Award                                  | Candidato/a     | [ 47 ] |
| 2011 | Big Bang  | Best Male Group                                    | Vincitore/trice | [ 47 ] |
| 2011 | Big Bang  | Most Intellectual Idol                             | Vincitore/trice | [ 47 ] |
| 2011 | Big Bang  | Best Mood Maker                                    | Vincitore/trice | [ 47 ] |
| 2011 | Big Bang  | Idol do You Want To Invite to Your Christmas party | Vincitore/trice | [ 47 ] |

## Premi internazionali
Japan Record Awards
| Anno | Ricevente         | Premio                    | Risultato       | Fonti  |
| ---- | ----------------- | ------------------------- | --------------- | ------ |
| 2009 | Big Bang          | New Artist                | Vincitore/trice | [ 48 ] |
| 2009 | Big Bang          | Best New Artist           | Vincitore/trice | [ 48 ] |
| 2010 | "Tell Me Goodbye" | Best Song                 | Vincitore/trice |        |
| 2016 | Big Bang          | Special Achievement Award | Vincitore/trice | [ 49 ] |

Japan Gold Disc Award
| Anno | Ricevente                                        | Premio                              | Risultato       | Fonti  |
| ---- | ------------------------------------------------ | ----------------------------------- | --------------- | ------ |
| 2010 | Big Bang                                         | Best 5 New Artists                  | Vincitore/trice | [ 50 ] |
| 2013 | Alive                                            | Best 3 Albums (Asian)               | Vincitore/trice | [ 51 ] |
| 2016 | "Bang Bang Bang (Korean Ver.)"                   | Song of the Year by Download (Asia) | Vincitore/trice | [ 52 ] |
| 2017 | Big Bang                                         | Best Asian Artist                   | Vincitore/trice | [ 53 ] |
| 2017 | Made Series                                      | Album of the Year                   | Vincitore/trice | [ 53 ] |
| 2017 | Made Series                                      | Best 3 Albums                       | Vincitore/trice | [ 53 ] |
| 2017 | "Bang Bang Bang (Japanese Ver.)"                 | Song of the Year by Download (Asia) | Vincitore/trice | [ 53 ] |
| 2017 | "BigBang 2015 World Tour ～2016 [MADE] In Japan" | Best Music Video                    | Vincitore/trice | [ 53 ] |
| 2018 | Big Bang                                         | Best Asian Artist                   | Vincitore/trice |        |
| 2018 | Made                                             | Best 3 Albums                       | Vincitore/trice |        |
| 2018 | 0.TO.10                                          | Best Music Videos                   | Vincitore/trice |        |

Forbes Forbes Korea Power Celebrity
| Anno | Ricevente | Premio                          | Risultato | Fonti  |
| ---- | --------- | ------------------------------- | --------- | ------ |
| 2010 | Big Bang  | Forbes Korea Power Celebrity 40 | 5th       | [ 54 ] |
| 2012 | Big Bang  | Forbes Korea Power Celebrity 40 | 2nd       | [ 55 ] |
| 2013 | Big Bang  | Forbes Korea Power Celebrity 40 | 5th       | [ 56 ] |
| 2014 | Big Bang  | Forbes Korea Power Celebrity 40 | 2nd       | [ 57 ] |
| 2016 | Big Bang  | Forbes Korea Power Celebrity 40 | 6th       |        |

MTV Video Music Awards Japan
| Anno | Ricevente        | Premio                | Risultato       | Fonti |
| ---- | ---------------- | --------------------- | --------------- | ----- |
| 2010 | "Gara Gara Go"   | Best New Artist Video | Vincitore/trice |       |
| 2010 | "Koe o Kikasete" | Best Pop Video        | Vincitore/trice |       |
| 2013 | "Fantastic Baby" | Best Dance Video      | Vincitore/trice |       |

MTV Europe Music Awards
| Anno | Ricevente | Premio             | Risultato       | Fonti  |
| ---- | --------- | ------------------ | --------------- | ------ |
| 2011 | Big Bang  | Best Worldwide Act | Vincitore/trice | [ 58 ] |
| 2011 | Big Bang  | Best Asia Act      | Vincitore/trice | [ 58 ] |

MTV TRL Awards Italy
| Anno | Ricevente | Premio                     | Risultato       | Fonti  |
| ---- | --------- | -------------------------- | --------------- | ------ |
| 2012 | Big Bang  | Best Fan                   | Vincitore/trice | [ 59 ] |
| 2016 | Big Bang  | Best Artist From The World | Vincitore/trice | [ 60 ] |

Myx Music Awards
| Anno | Ricevente | Premio               | Risultato   | Fonti  |
| ---- | --------- | -------------------- | ----------- | ------ |
| 2012 | "Tonight" | Favorite K-Pop Video | Candidato/a | [ 61 ] |
| 2013 | "Monster" | Favorite K-Pop Video | Candidato/a | [ 62 ] |

Nickelodeon Kids' Choice Awards
| Anno | Ricevente | Premio                     | Risultato   | Fonti  |
| ---- | --------- | -------------------------- | ----------- | ------ |
| 2017 | Big Bang  | Favorite Global Music Star | Candidato/a | [ 63 ] |

YouTube Music Awards
| Anno | Ricevente | Premio         | Risultato       | Fonti  |
| ---- | --------- | -------------- | --------------- | ------ |
| 2015 | Big Bang  | Honored Artist | Vincitore/trice | [ 64 ] |

World Music Awards
| Anno | Ricevente                       | Premio                         | Risultato       | Fonti  |
| ---- | ------------------------------- | ------------------------------ | --------------- | ------ |
| 2014 | Big Bang                        | World's Best Group             | Vincitore/trice | [ 65 ] |
| 2014 | Big Bang Alive Galaxy Tour 2012 | World's Best Live Act          | Vincitore/trice | [ 65 ] |
| 2014 | Fantastic Baby"                 | World's Best Video of the Year | Vincitore/trice | [ 65 ] |

## Altri premi
| Anno                                                   | Ricevente               | Premio                                                 | Risultato       | Fonti         |
| ------------------------------------------------------ | ----------------------- | ------------------------------------------------------ | --------------- | ------------- |
| Asian MUSIC eXtreme Awards 2007                        |                         |                                                        |                 |               |
| 2007                                                   | Big Bang                | Best Asian Newcomer                                    | Vincitore/trice | [ 66 ]        |
| 2007                                                   | Always                  | Best Asian Hip-Hop album                               | Vincitore/trice | [ 66 ]        |
| Nickelodeon Korea Kids' Choice Awards                  |                         |                                                        |                 |               |
| 2008                                                   | Big Bang                | Best Male Singer                                       | Vincitore/trice |               |
| 2009                                                   | Big Bang                | Best Male Artist                                       | Vincitore/trice | [ 67 ]        |
| Style Icon Awards                                      |                         |                                                        |                 |               |
| 2008                                                   | Big Bang                | Male Pop Act                                           | Vincitore/trice |               |
| 35th Korea Broadcast Award                             |                         |                                                        |                 |               |
| 2008                                                   | Big Bang                | Newcomer Award                                         | Vincitore/trice | [ 68 ]        |
| 21st Korea PD Awards                                   |                         |                                                        |                 |               |
| 2009                                                   | Big Bang                | Best Singer Award                                      | Vincitore/trice |               |
| 2009 Best Hits Song Festival                           |                         |                                                        |                 |               |
| 2009                                                   | Big Bang                | Gold Artist Award                                      | Vincitore/trice |               |
| 42nd Japan Cable Broadcasting Award                    |                         |                                                        |                 |               |
| 2009                                                   | Big Bang                | Best Newcomer Award                                    | Vincitore/trice |               |
| United Nation Asia Pacific Global Tolerance with Music |                         |                                                        |                 |               |
| 2010                                                   | Big Bang                | Global Unity Award                                     | Vincitore/trice | [ 69 ]        |
| Japanese Grand Prix du Disque                          |                         |                                                        |                 |               |
| 2010                                                   | Big Bang                | Best Newcomer                                          | Vincitore/trice |               |
| Space Shower Music Video Awards                        |                         |                                                        |                 |               |
| 2010                                                   | "Gara Gara Go!!"        | Best Choreography Video                                | Vincitore/trice | [ 70 ]        |
| Singapore E-Awards                                     |                         |                                                        |                 |               |
| 2011                                                   | Big Bang                | Most Popular Korean Artist                             | Vincitore/trice | [ 71 ]        |
| 2012                                                   | Big Bang                | Most Popular Korean Artist                             | Candidato/a     | [ 72 ]        |
| 2013                                                   | Big Bang                | Most Popular Korean Artist                             | Candidato/a     | [ 73 ]        |
| 2013                                                   | "Fantastic Baby"        | Most Popular Music Video (K-pop)                       | Candidato/a     | [ 73 ]        |
| 2012                                                   | Tonight Special Edition | Platinum Awards                                        | Vincitore/trice |               |
| 2012                                                   | Alive                   | Double Platinum Awards                                 | Vincitore/trice |               |
| QQ Music Awards                                        |                         |                                                        |                 |               |
| 2015                                                   | Big Bang                | Most Popular Overseas Group                            | Vincitore/trice | [ 74 ]        |
| 2016                                                   | Big Bang                | Most Popular Overseas Group                            | Vincitore/trice | [ 75 ]        |
| 2016                                                   | Big Bang                | Best Selling Foreign Album                             | Vincitore/trice | [ 75 ]        |
| 2016                                                   | "Bang Bang Bang"        | Best Music Video of the Year                           | Vincitore/trice | [ 75 ]        |
| Korea SNS Industry Awards                              |                         |                                                        |                 |               |
| 2015                                                   | Big Bang                | Director of the Korea Internet & Security Agency Award | Vincitore/trice | [ 76 ]        |
| MTV IGGY                                               |                         |                                                        |                 |               |
| 2015                                                   | "Bang Bang Bang"        | International Song of Summer 2015                      | Vincitore/trice | [ 77 ] [ 78 ] |
| Korea Marketing Awards                                 |                         |                                                        |                 |               |
| 2015                                                   | Big Bang                | K-pop Division Grand Prize                             | Vincitore/trice | [ 79 ]        |
| InStyle Star Icon Awards                               |                         |                                                        |                 |               |
| 2016                                                   | Big Bang                | Hot Icon 2015                                          | Vincitore/trice | [ 80 ]        |
| IFPI (Hong Kong Top Sales Music Award)                 |                         |                                                        |                 |               |
| 2015                                                   | "Bae Bae"               | List of Ten Best Sales Digital Releases                | Vincitore/trice | [ 81 ]        |
| 2016                                                   | "Loser"                 | List of Ten Best Sales Digital Releases                | Vincitore/trice | [ 82 ]        |
| KKBox Music Awards                                     |                         |                                                        |                 |               |
| 2016                                                   | Big Bang                | Annual Korean Singer                                   | Vincitore/trice | [ 83 ]        |
| 2016                                                   | Big Bang                | Japan Top 10 Artist (Japanese music)                   | Vincitore/trice | [ 84 ]        |
| RTHK International Pop Poll Award                      |                         |                                                        |                 |               |
| 2016                                                   | E                       | Best Selling Korean Album                              | Vincitore/trice | [ 85 ]        |
| 2016                                                   | "Bang Bang Bang"        | Top Ten International Gold Songs                       | Vincitore/trice | [ 85 ]        |
| 2016                                                   | Big Bang                | Top Group/Band                                         | Vincitore/trice | [ 85 ]        |
| 2017                                                   | Made                    | The Best Selling Album                                 | Vincitore/trice | [ 86 ]        |
| Global V LIVE Awards                                   |                         |                                                        |                 |               |
| 2017                                                   | Big Bang                | Global Artist Top 10                                   | Vincitore/trice | [ 87 ]        |
| 2018                                                   | Big Bang                | Global Artist Top 10                                   | Vincitore/trice | [ 88 ]        |
| Abilu Music Awards                                     |                         |                                                        |                 |               |
| 2016                                                   | Made                    | Annual International Album - Japanese/Korea            | Vincitore/trice | [ 89 ]        |
| Douban Music of the Year                               |                         |                                                        |                 |               |
| 2015                                                   | Big Bang                | Top Music Band                                         | Vincitore/trice | [ 90 ]        |
| 2016                                                   | Made                    | Top Korean Pop Album                                   | Vincitore/trice | [ 91 ]        |
| 2016                                                   | Big Bang                | Top Music Band                                         | Vincitore/trice | [ 91 ]        |
| 2017                                                   | Made                    | Top Rated Album                                        | Vincitore/trice | [ 92 ]        |
| 2017                                                   | Made                    | Top Korean Pop Album                                   | Vincitore/trice | [ 92 ]        |
| 2017                                                   | Big Bang                | Top Korean Artist                                      | Vincitore/trice | [ 92 ]        |
| MTV Millennial Awards                                  |                         |                                                        |                 |               |
| 2018                                                   | Big Bang                | Kpop Revolution                                        | Candidato/a     | [ 93 ]        |
| MTV Millennial Awards Brazil                           |                         |                                                        |                 |               |
| 2018                                                   | Big Bang                | Kpop Explosion                                         | Candidato/a     | [ 94 ]        |